# Кавальеро, Уго
У́го Кавалье́ро (итал. Ugo Cavallero; 20 октября 1880 года, Казале-Монферрато — 14 сентября 1943 года, Фраскати) — граф, итальянский военачальник, начальник Генерального штаба Вооружённых сил Италии с 6 декабря 1940 года по 31 января 1943 года, маршал Италии с 1942 года.

## До Второй мировой войны
Решив стать военным, благодаря собственным способностям и хорошим связям, смог в годы Первой мировой войны сделать успешную карьеру в итальянской армии. После войны возглавлял делегацию Италии на переговорах в Версале, но так как требования Италии были проигнорированы, демонстративно покинул конференцию.
В 1920 году ушёл в отставку, которая продолжалась до прихода к власти в Италии фашистов.
С 1926 года — сенатор. После прихода фашистов к власти, занял должность помощника военного министера (итал. sottosegretario per la Guerra), однако в 1928 году был отстранён от неё из-за нетерпимости между ним и начальником Генерального штаба маршалом Бадольо. После этого Кавальеро вернулся в промышленность и стал президентом компании «Ансальдо», где занимался модернизацией военно-морской и сухопутной техники (зенитной артиллерии, легких танков). В 1933 году был вынужден покинуть «Ансальдо» из-за возникновения подозрений в причастности к поставке брони для крейсеров, не соответствовшей образцам, маркировка которых была подделана. Личная ответственность Кавальеро не была доказана, но дала основание — обоснованные или нет — для обвинений в спекуляции, выдвигаемых против Кавальеро некоторыми историками и многочисленными мемуаристами.
В 1937 году становится главнокомандующим итальянскими войсками в Восточной Африке, но в 1939 году возвращается в Рим, и назначается Муссолини председателем координационного комитета. В этой должностью он отправился в Берлин, где отлично сработался с немцами благодаря прогерманским взглядам. 30 мая 1939 года встретился с Гитлером. На этой встрече передал меморандум, составленный Муссолини.

## Во время войны
С 6 декабря 1940 года Кавальеро возглавил Генеральный штаб Вооружённых сил Италии. С декабря 1940 года по май 1941 года непосредственно руководил греческой кампанией, командуя двумя итальянскими армиями. В это время делами Генерального штаба в значительной степени занимался генерал Альфредо Гуццони, сменивший 29 ноября генерала Убальдо Содду на двух постах: заместителя военного министра и заместителя начальника генштаба.
Положение в войне с Грецией ухудшалось, дуче требовал от Кавальеро перейти в наступление, но каждый раз итальянская армия терпела поражение. Грецию удалось разгромить лишь позже, благодаря помощи вермахта.
Вернувшись в Рим после окончания военных действий в Греции, настоял на реорганизации Генерального штаба. Благодаря усилиям Кавальеро, он превратился из совещательного в важнейший орган военного управления, известный как Верховное командование вооружёнными силами Италии — «Командо Супремо».
В 1942 году стал автором операции «Геркулес» — по захвату Мальты, план которой позже был отвергнут. В этом же году был произведен Муссолини в маршалы.
Осенью 1942 года вновь поднял вопрос о захвате Мальты, однако операция «Геркулес» осталась лишь на бумаге.
31 января 1943 года Кавальеро был отстранён от должности и заменён генералом Амброзио. После свержения Муссолини дважды арестовывался по инициативе главы нового правительства Бадольо по обвинению в подготовке фашистского заговора. Первый раз освобождён после вмешательства короля, второй — 12 сентября 1943 года — немцами. Вечером 13 сентября маршала Кавальеро пригласил на ужин командующий немецкими войсками в Италии маршал Кессельринг и по поручению Гитлера предложил возглавить командование вооружёнными силами зарождающейся фашистской социальной республики, однако Кавальеро от предложения отказался. На следующий день после разговора с Кессельрингом, утром 14 сентября 1943 года, Кавальеро был найден убитым в результате огнестрельного ранения в саду гостиницы «Бельведер» во Фраскати. Историки Карло Ружичич-Кесслер и Клаус Шмидер пишут о самоубийстве Кавальеро. Историк Лусио Чева считал спорным вопрос, покончил ли Кавальеро с собой или его убили немцы. Однако он не сомневался, что маршал выразил твёрдое намерение отказаться от требуемого от него сотрудничества.

## Память
Историк Альдо Мола отмечает, что «несмотря на некоторые простительные грехи», Уго Кавальеро был патриотом, верным своей присяге королю и, прежде всего, Италии.
Теме загадочной смерти Уго Кавальеро посвящён роман Джерландо Фабио Соррентино «La benda al cuore» (Повязка на сердце).

## Награды
- 4 июня 1914 года — Кавалер ордена Короны Италии
- 13 сентября 1917 года — Кавалер ордена Святых Маврикия и Лазаря
- 27 июня 1918 года — Офицер Савойского военного ордена
- 29 декабря 1918 года — Офицер ордена Короны Италии
- 8 августа 1920 года — Командор ордена Короны Италии
- 21 сентября 1921 года — Офицер ордена Святых Маврикия и Лазаря
- 18 декабря 1921 года — Великий офицер ордена Короны Италии
- 3 апреля 1924 года — Кавалер Колониального ордена Звезды Италии
- 11 июня 1925 года — Командор ордена Святых Маврикия и Лазаря
- 14 февраля 1942 года — награждён Рыцарским крестом Железного креста

## Сочинения
- Ugo Cavallero, Comando supremo: diario 1940—43 del capo di S.M.G., Bologna, Cappelli, 1948. (Записки о войне. Дневник начальника итальянского Генерального штаба)

### Комментарии
1. ↑  Историки Лусио Чева и Говард Макгоу Смит приводят в качестве даты назначения Кавальеро на должность начальника генштаба 6 декабря 1940 года. Смит отмечает, что увольнение Бадольо было официально объявлено 6 декабря[1][2]. Клаус Шмидер и Альдо Мола в качестве даты назначения указывают 4 декабря 1940 года[3][4].